# Isabella Markham
Isabella Markham, född 28 mars 1527, död 20 maj 1579, var en engelsk hovfunktionär. Hon var hovdam hos drottning Elisabet I av England 1549-1579. Hon tillhörde kretsen av monarkens mest gynnade och inflytelserika hovdamer och var en personlig vän och gunstling hos drottningen. Hon är också känd som musa till poeten John Harington. Thomas Palfreyman dedikerade 1572 Divine Meditations till henne. 
Isabella Markham var dotter till Sir John Markham of Cotham, Towerns kommendant, och Anne Strelley. Hennes familj tillhörde en mycket gammal adelsfamilj. Hon blev hovdam hos Elisabet redan under dennas tid som prinsessa, år 1549, och gjorde henne sällskap i Towern under Elisabets fängelsevistelse 1554-1555. Hon gifte sig 1559 med Sir John Harington, med vilken hon fick fem barn. 
Markham var känd som en skönhet. Hon beskrivs som en nära personlig vän till Elisabet och som dennas mest trogna och omtyckta förtrogna bland hovdamerna, och tjänstgjorde ofta som dennas sängkamrat, då man under denna tid ofta delade säng för värmens skull. Elisabet blev gudmor till dennas första son, poeten John Harington, som föddes 1560 och som hon sedan gynnade för moderns skull. Isabellas son uppgav senare, att drottning Elisabet var "fysiskt omogen till giftermål", men uppmuntrade rykten om sexuella snedsprång för att inte låta någon misstänka detta, och hänvisade till sin mor som uppgiftslämnare. Det påminner om en annan uppgift som lämnades av den skotske ambassadören, som uppgav att han hade fått veta att drottningen aldrig skulle kunna få barn, eftersom hon inte menstruerade, och därför inte såg någon anledning till att gifta sig och få en man till sin överordnade när det ändå inte kunde resultera i barn; han angav en av Elisabets hovdamer som uppgiftslämnare, men utan att nämna denna hovdams namn.